# Cymbicopia cervix
Cymbicopia cervix is een mosselkreeftjessoort uit de familie van de Sarsiellidae. De wetenschappelijke naam van de soort is voor het eerst geldig gepubliceerd in 1995 door Kornicker.